# Björntjärnen (Norrfjärdens socken, Norrbotten, 728629-176040)
Björntjärnen är en sjö i Piteå kommun i Norrbotten och ingår i Rosåns huvudavrinningsområde. Sjöns area är 0,016 kvadratkilometer och den är belägen 75 meter över havet.